# Susana Rotker
Susana Rotker (Caracas, Venezuela, 3 de julio de 1954-Nueva Jersey, Estados Unidos, 27 de noviembre de 2000) fue una periodista, columnista, ensayista y escritora venezolana. 

## Biografía
Hija de inmigrantes judíos, se graduó en la Universidad Católica Andrés Bello de Caracas, fue profesora asistente en la Universidad de Buenos Aires y obtuvo un doctorado en literatura hispánica en la Universidad de Maryland. Fue profesora de literatura latinoamericana y directora del Rutgers Center for Hemispheric Studies, en Nueva Jersey.
Escribía crítica de cine en la columna La gran ilusión en el diario El Nacional de Caracas.
Hacia 1979 conoció al intelectual argentino exiliado en Venezuela Tomas Eloy Martinez, con quien tuvo una hija (de nombre Sol Ana) en 1986 y con quien vivió hasta el accidente automovilístico que le costó la vida.

## Libros
- Captive Women: Oblivion and Memory in Argentina. Minneapolis: U of Minnesota P, 2002. 236 pp. ISBN 0-8166-4030-0

- Citizens of Fear: Urban Violence in Latin America. Rutgers University Press. ISBN 9780813530352 (13)

- La invención de la crónica. Fondo de cultura económica. ISBN 9789681678296 (13) ISBN 968167829X[2]

- The American Chronicles of Jose Marti: Journalism and Modernity in Spanish America ISBN 0874519020

- The Memoirs of Fray Servando Teresa de Mier. Oxford University Press.

- Ciudadanías del miedo, Nueva Sociedad, Caracas, 2000, 249 pp. ISBN 980-317-175-5

- Ensayistas De Nuestra América. ISBN 9500304880 / 9789500304887 / 950-03-0488-0 Editorial Losada

- Bravo Pueblo: Poder, Utopia Y Violencia Fondo Editorial Nave Va. ISBN 9806481135 (10)

- Isaac Chocron y Elisa Lerner: Los Transgresores De La Literatura Venezolana Reflexiones Sobre La Identidad Judía (1991) ISBN 9802530778 (10)

## Premios
En 1991 obtuvo el Premio Casa de las Américas (Ensayo) por su trabajo sobre José Martí, publicado al año siguiente con el título Fundación de una escritura: las crónicas de José Martí.